# Giuseppe Furlani
Giuseppe Furlani (Pola, 10 novembre 1885 – Roma, 17 dicembre 1962) è stato un assiriologo e storico delle religioni italiano.

## Biografia
Studiò diritto all'Università di Graz, e in seguito filologia orientale, e conseguì il dottorato nel 1913. Dopo una visita di studio al British Museum di Londra, dove analizzò i manoscritti siriani, diventò insegnante al Cairo di arabo e inglese al liceo italiano. Dopo aver effettuato numerosi viaggi in Egitto e in tutto il Vicino Oriente, ritornò in Italia dove ottenne l'abilitazione in filologia semitica all'Università degli Studi di Torino. Nel 1924 diventò professore di arabo e babilonese all'Università degli Studi di Firenze. Organizzò allora la prima e unica campagna di scavi italiana in Mesopotamia, a Qasr Shamamuk. Nel 1932 l'Accademia d'Italia gli conferì il "Premio Mussolini" per le discipline storiche. Nel 1940 inaugurò la prima cattedra di assiriologia e antichità orientali all'Università degli Studi di Roma "La Sapienza". Nel 1951 diventò direttore dell'"Istituto di Studi Orientali" di Roma.
Fu autore di numerosissime opere in ambito archeologico, assiriologico e sulle religioni del Vicino Oriente antico.

## Opere principali
- Contributi alla storia della filosofia greca in Oriente. I. Testi arabici. Pseudo Aristotele, Roma 1915.
- Contributi alla storia della filosofia greca in Oriente. II. Testi siriaci, Roma 1914.
- Contributions to the History of Greek Philosophy in the Orient, Syriac Texts, IV: A Syriac Version of the Logos Kephalaiodes*** of Gregory Thaumaturgus, Journal of the American Oriental Society 35, 1915, pp. 297–317.
- Contributi alla storia della filosofia greca in Oriente. III. Testi siriaci: Frammenti di una versione siriaca del commento di Pseudo-Olimpiodoro alle Categorie d'Aristotele, Roma 1916.
- Contributi alla storia della filosofia greca in Oriente. VI. Testi siriaci: Una introduzione alla logica aristotelica di Atanasio di Balad, Rendiconti della Reale Accademia Nazionale dei Lincei. Classe di scienze morali, storiche e filologiche V, 25, 1916, pp. 717–778.
- Il trattato di Giovanni Filopono sul rapporto tra le parti e gli elementi ed il tutto e le parti tradotte dal siriaco, Atti del Reale Istituto Veneto di Scienze, Lettere ed Arti, 81, 1922, pp. 83–105.
- Uno scolio d'Eusebio d'Alessandria alle "Categorie" d'Aristotele in versione siriaca, Assisi, 1922.
- Le antiche versioni araba, latina ed ebraica del "De partibus animalium" di Aristotele, Roma, 1922.
- 'Sull'introduzione di Atanasio di Baladh alla logica e sillogistica aristotelica, Atti del Reale Istituto Veneto di Scienze, Lettere ed Arti, 1921-1922, pp. 635-644.
- Uno scolio d'Eusebio d'Alessandria alle Categorie d'Aristotele, Rivista trimestrale di studi filosofici e religiosi, 3, 1922, pp. 1-14.
- Sul trattato di Sergio di Resh'ayna circa le categorie, Rivista trimestrale di studi filosofici e religiosi, 3, 1922, pp. 135-172.
- Il trattato di Sergio di Resh'ayna sull'universo, Rivista trimestrale di studi filosofici e religiosi 4, 1923, pp. 1-22.
- La versione e il commento di Giorgio delle Nazioni all'Organo aristotelico, Studi italiani di filologia classica, NS 3, 1923, pp. 305-333.
- Un trattato di Sergio di Resh'ayna sopra il genere, le specie e la singolarità, in Raccolta di scritti in onore di Giacomo Lumbroso (1844-1925), Milano, 1925, pp. 36-44.
- Il Manualetto di Giacomo d'Edessa (Brit. Mus. Manuscr. Syr. Add. 12.154): traduzione dal siriaco e note, Studi e materiali di storia delle religioni, 1, 1925, pp. 262-282.
- L'Introduzione di Atanasio di Baladh alla logica e sillogistica aristotelica, tradotta dal siriaco, Atti del Reale Istituto Veneto di Scienze, Lettere ed Arti IX, 6, 1926, pp. 319-344.
- Due scolî filosofici attribuiti a Sergio di Teodosiopoli (Rîš'aynâ), Aegyptus, 7, 1926, pp. 139-45.
- La logica del Libro dei Dialoghi di Severo bar Shakkô, Atti del Reale Istituto Veneto di Scienze, Lettere ed Arti IX, 11, 1926-1927, pp. 289-348.
- Religione babilonese e assira, voll. I e II, Bologna 1928-29.
- Religione dei Yezidi. Testi religiosi dei Yezidi, Bologna 1930.
- Le Categorie e gli Ermeneutici di Aristotele nella versione siriaca di Giorgio Delle Nazioni, Atti della Reale Accademia Nazionale dei Lincei, Serie VI, Memorie della Classe di Scienze morali, storiche e filologiche, vol. 5, fasc. 1, Roma 1933, pp. 5–68.
- Contributi sulla religione dei Cananei, degli Aramei e degli Hittiti in Storia delle religioni, a cura di Pietro Tacchi Venturi, Torino 1934-36.
- Il primo libro dei "Primi analitici" di Aristotele nella versione siriaca di Giorgio Delle Nazioni, Atti della Reale Accademia Nazionale dei Lincei, Serie VI, Memorie della Classe di Scienze morali, storiche e filologiche, vol. 5, fasc. 3, Roma 1935, pp. 145–230.
- Il secondo libro dei "Primi analitici" di Aristotele nella versione siriaca di Giorgio Delle Nazioni, Atti della Reale Accademia Nazionale dei Lincei, Serie VI, Memorie della Classe di Scienze morali, storiche e filologiche, vol. 6, fasc. 3, Roma 1937, pp. 233–287.
- Religione degli Hittiti, Bologna 1936.
- Il Secondo libro dei "Primi analitici" di Aristotele nella versione siriaca di Giorgio delle Nazioni, Roma 1937.
- Il proemio di Giorgio delle Nazioni al Primo Libro dei Primi Analitici di Aristotele, Roma 1939.
- Scolii siriaci al "Perí ermeneias" di Aristotele, Roma 1945.
- Miti babilonesi e assiri, Firenze 1958.